# 黄淑
黃淑（1906年11月9日—1983年2月28日），字志良，又名梅連，广东五华县郭田镇龙潭村人。
国民革命军陆軍中将。黃埔軍校第3期步兵科毕业。历任排长、连长、营长、团长、旅长、师长及军长等军职。在校期间，先后加入国民党和共产党 (1925年6月)。
1925年9月参加第二次东征军，在国民革命军第一军第3师9团任代理排长，随军参与惠州战役，后调14师42团1营1连任党代表。
1926年3月20日"中山舰事件"后，在周恩来任主任的高级政治训练班学习，之后在北伐军总司令部总政治部后方留守处征募处宣传股当科员，不久转到国民政府财政部缉私卫商队（前身是省港大罢工工人纠察队）第18连任连长，直至1927年广州"四一五"事变全队被缴械解散，后为躲避追捕而隐藏家乡，伤病痊癒后赴广州随军参加广州起义。
1929年底经南京黃埔同学会登记，重入国民革命军部队服役，历任各級军职，并先后参加庐山军官训练团第三期，洛阳作训班第一期，重庆中训团党政班第廿七期等训练学习。 
1932年春任河南省保安三团上尉营附
1933年9月任"剿匪"军第二纵队四支队7团1营少校营长，后任团附。
1937年春随部队改编任国民革命军第166师中校副团长
1938年9月任第91军166师496旅996团上校团长，不久随部队改编为第93军166师496团上校团长，后出任166师少将参谋长。
1942年7月任166师少将副师长，后部队改隶第97军，其兼任重庆卫戌总司令部江南地区指挥部副指挥官，1943年凭政绩获颁忠勤勋章。
1944年11月任第97军166师代理师长，率部参加桂柳会战与日军展开激战，获颁忠勇勋章。
1946年3月任第8军166师少将师长，1947年5月随部队整编为整编166旅少将旅长，7月随军参与临朐战役。
1948年1月任整编荣誉第一师少将副师长，4月26日升任师长。 
1948年5月13日随部队改编任第13兵团第9军中将军长 
1948年12月20日获批准核备为第13兵团司令职务第一代理人
1949年1月9日在淮海战役中暂代兵团司令职务收容第8军、第9军及第115军余部继续作战，1月10日于战场被俘。
1961年12月25日作为第三批首要战犯被特赦释放，后获安排任全国政协文史资料研究委员会专员。
1963年9月起历任广东省政协秘书处专员、文史资料研究委员会委员、省政协委员。
著有《第九十七军在黔桂边境对日作战经过》、《淮海战役第九军被歼经过》、《临朐战役记实》等文章。
军旅期间，因战功卓著，先后获颁忠勤勋章（1943年）、忠勇勋章（1944年）、四等云麾勋章（1947年）、四等宝鼎勋章（1948年）。
抗战期间，在国军第166师以团级和师级军职率部在河南、河北、山西、四川、广西及贵州等地区抗战，负责洛阳城防及重庆卫戌区防守，参加较大战事有济源战役、淞沪会战、徐州会战、兰封会战、中条山会战、武汉会战及桂柳会战等，1946年1月率部在山东潍坊地区迫使日军泷本一麿少将第12独立警备队缴械投降。国民政府因其著有勋绩，特颁予"抗战胜利勋章"（1946年）。
     参考资料: 
         1. 黃淑手稿 1951年、1972年
         2. 《黃埔军校第三期生全记录》 981页 陈予欢著 2017年
         3. 《粤桂黔滇抗战--原国民党将领抗日战争亲历记》 443页 中国文史出版社 2013年
         4. 台湾国史馆文档典藏号001-035100-00014-029、001-035100-00018-026、002-090105-00014-200、129-030000-3088